# سيسنا 526 سايتايشن جيت
سيسنا 526 سايتايشن جت هي طائرة تريب مزدوجة النفاثات صممت من أجل المشاركة في مسابقة نظام التدريب الجوي المشترك من قبل شركة  سيسنا. صممت استنادا إلى تصميم سايتايشن جت بمحركين ومقعدين جنبا إلى جنب.  بيد أنها لم تكن ناجحة وبني منها نموذجين فقط.

## المواصفات
البيانات من 
الخصائص العامة
- طاقم: 2
- طول: 40 قدم 8 بوصة (12.40 م)
- باع الجناح: 37 قدم 0 بوصة (11.28 م)
- ارتفاع: 12 قدم 6 بوصة (3.81 م)
- مساحة الجناح: 218 قدم2 (20.3 م2) est.
- الوزن فارغة: 6,450 رطل (2,926 كـغ)
- الوزن الإجمالي: 8,500 رطل (3,856 كـغ)
- محركات: 2 × Williams-Rolls F129 turbofan, 1,500 رطلق (6.7 كـن) thrust الواحد

أداء
- السرعة القصوى: 311 ميل/س (501 كم/س؛ 270 عقدة)
- السرعة القصوى: Mach 0.70
- مدى: 1,209 ميل (1,051 nmi؛ 1,946 كـم)
- سقف الخدمة: 35,000 قدم (10,668 م) certified